# دیل وسرمن
دیل وسرمن (انگلیسی: Dale Wasserman؛ ۲ نوامبر ۱۹۱۴ – ۲۱ دسامبر ۲۰۰۸) یک نمایش‌نامه‌نویس، و فیلم‌نامه‌نویس اهل ایالات متحده آمریکا بود.